# افزاره‌گردان

نماگرفتی از افزاره‌گردان ویندوز ویستا

افزاره‌گردان (به انگلیسی: Device Manager)، یک برنامک کنترل پنل در سیستم‌عامل ویندوز است. افزاره‌گردان اجازهٔ مشاهده و کنترل سخت‌افزارهای متصل به رایانه را می‌دهد. هنگامی‌که قطعه‌ای از سخت‌افزار کار نمی‌کند، آن قطعهٔ سخت‌افزاری برای اقدام کاربر در این فهرست پررنگ خواهد شد. فهرست سخت‌افزارها می‌تواند بر پایهٔ سنجه‌های گوناگونی چیده شود.
برای هر افزاره (device)، کاربر می‌تواند:
- درایورهایش را برای سخت‌افزار ارائه کند
- افزاره‌ها را فعال یا غیرفعال کند
- از ویندوز بخواهد تا افزاره‌های بدکارکرد را رد کند
- به مشاهده دیگر ویژگی‌های فنی بپردازد

افزاره‌گردان با ویندوز ۹۵ معرفی شد و پس‌تر به ویندوز ۲۰۰۰ افزوده شد. در نسخه‌های ان‌تی‌محور (NT-based)، مشمول اسنپ‌این کنسول مدیریت مایکروسافت (Microsoft Management Console snap-in) شد.